# 舟桥站
舟橋站（：／ Jugyo yeok */?）曾为韩国铁路长项线上的一个车站，位于忠清南道保宁市舟橋面舟橋里，目前已废止。

## 历史
- 1966年2月21日：开始使用[1]。
- 2008年1月1日：停用本站。